# Otar Chiladze
Otar Chiladze (georgisk - ოთარ ჭილაძე) (født 20. marts 1933, død 1. oktober 2009) var en fremtrædende georgisk forfatter.
Otar Chiladze var forfatter til flere georgiske romaner ("Jernteatret", "Avelum", "En mand gik ned ad vejen", etc.). Otar Chiladze er en af de mest kendte repræsentanter for magisk realisme.